# Tengeriszegfű
A tengeriszegfű (Metridium dianthus) a virágállatok (Anthozoa) osztályának tengerirózsák (Actiniaria) rendjébe, ezen belül a Metridiidae családjába tartozó faj.

## Előfordulása
A tengeriszegfű nagy számban él az Atlanti-óceán északi felén és az Északi-tenger sekély parti vizeiben és sziklás tengerparti részein. Egyaránt megtalálható az észak-amerikai és az európai partvidékeken, továbbá a Jeges-tenger peremén is.

## Megjelenése
Ennek a tengerirózsafajnak a magassága legfeljebb 30 centiméter. Szélessége kinyújtott tapogatóival a 20 centimétert is elérheti. A testoszlop felső részén, a szájnyílás körül elhelyezkedő apró tapogatók bojtszerű csomókat alkotnak. Ha a tengeri szegfű behúzza a tapogatóit, apró, kocsonyaszerű gumó alakot vesz fel. A tengeri szegfű tapogatóinak kültakarójában csalánsejtek százai foglalnak helyet; mindegyik tartalmaz egy-két csalántokot. Minden csalántok belső falából ered egy csalánfonal, amely a csalántokban feltekeredve található. Nyugalmi állapotban a csalánsejt belsejében található csalántokot egy fedő takar. Ha egy állat a csalánsejtből kiálló érzékelő tüskéhez, a cnidocilhoz ér, a fedél felpattan, a csalánfonalak kilökődnek, és mérget fecskendeznek az áldozatba.

## Életmódja
A tengeriszegfű mólók, hidak pillérjein, sziklákon él az árapály övtől egészen nagy mélységekig. Az állat helyhez kötött. Tápláléka egyaránt állhat fitoplanktonból és zooplanktonból, ezeket pedig tapogatóival fogja meg.

## Szaporodása
Az ivaros szaporodás általában nem jellemző rá, de néha így is szaporodik. Ekkor a tengerbe bocsátja az ivarsejteket, ahol azok megtermékenyülnek. Az ivartalan szaporodás esetén, a talpkorongjáról apró részek válnak le, és önálló egyedekké fejlődnek.